# Liga de Fútbol Playa de España
La Liga de Fútbol Playa de España es la Primera División de la liga de fútbol playa de España. El organizador del torneo es la Federación Española de Fútbol (FEF).

## Historial
| Temporada | Campeón                | Subcampeón             |
| --------- | ---------------------- | ---------------------- |
| 2012      | Gimnastic de Tarragona | CD Murcia              |
| 2013      | Cádiz CF Sotelo        | Gimnastic de Tarragona |
| 2014      | CD Murcia              | Bala Azul              |
| 2015      | CN Almería             | FP Victoria            |
| 2016      | Cádiz CF Sotelo        | Bala Azul              |
| 2017      | Melistar CD            | Levante Fútbol Playa   |
| 2018      | Levante Fútbol Playa   | Bala Azul              |
| 2019      | Levante Fútbol Playa   | Cádiz CF Sotelo        |
| 2020      | -                      | -                      |